# JWH-098
JWH-098，化学名N-正戊基-2-甲基-3-(4-甲氧基-1-萘甲酰基)吲哚，分子式C
26H
27NO
2，属于萘甲酰基吲哚类JWH系列大麻素，是大麻素受体CB1和CB2的激动剂。
在氯化铝存在下，它可以被氢化铝锂还原为JWH-197。